# Maria Flis-Bujak
Maria Stanisława Flis-Bujak – polska specjalistka w zakresie gleboznawstwa, przemiany materii organicznej gleb, dr hab., profesor zwyczajny Instytutu Gleboznawstwa i Kształtowania Środowiska Wydziału Agrobioinżynierii Uniwersytetu Przyrodniczego w Lublinie.

## Życiorys
Od 1965 była pracownikiem Katedry Gleboznawstwa Wydziału Rolnego UMCS oraz Instytutu Gleboznawstwa i Kształtowania Środowiska Uniwersytetu Przyrodniczego w Lublinie. Obroniła pracę doktorską, następnie uzyskała stopień doktora habilitowanego. 29 marca 1996 nadano jej tytuł profesora w zakresie nauk rolniczych. Piastowała stanowisko profesora zwyczajnego w Instytucie Gleboznawstwa i Kształtowania Środowiska na Wydziale Agrobioinżynierii Uniwersytetu Przyrodniczego w Lublinie.